# Cleora legalis
Cleora legalis är en fjärilsart som beskrevs av Claude Herbulot 1988. Cleora legalis ingår i släktet Cleora och familjen mätare. Inga underarter finns listade i Catalogue of Life.